# M級軟式飛行船
|          |                                                                     |
| 艦歴     |                                                                     |
| 発注     | グッドイヤー航空機会社                                              |
| 起工     |                                                                     |
| 進水     |                                                                     |
| 就役     | 1944年2月から4月                                                    |
| 退役     | 1956年                                                              |
| その後   |                                                                     |
| 性能諸元 |                                                                     |
| 重量     | 4,356kg                                                             |
| 体積     | 18,320 m3                                                           |
| 全長     | 92.07 m                                                             |
| 直径     | 21.19 m                                                             |
| 全高     | 28.20 m                                                             |
| 機関     | プラット&ホイットニー R-1340-AN-2 星型エンジン, 550 hp (410 kW) 2基 |
| 速度     | 巡航速度：93km/h 最大速度：128km/h                                  |
| 航続距離 | 滞空時間50時間30分                                                  |
| 乗員     | 10名から14名が搭乗                                                  |
| 兵装     | 12.7mmブローニングM2重機関銃 1丁、マーク47爆雷（重量159kg） 8個     |
| 航空機   | 搭載せず                                                            |

M級軟式飛行船は、オハイオ州アクロンにあるグッドイヤー航空機会社によってアメリカ海軍のために製造された飛行船である。前級のK級軟式飛行船は、第二次世界大戦中に対潜作戦用の軟式飛行船として使用されており、M級軟式飛行船はその後継となる機体であった。本級はK級よりもかなり大きい飛行船であった。4隻が建造され、M-1からM-4まで通して命名された。これらは1944年初期に配備された。熱帯地におけるK級軟式飛行船の作戦では、周囲が高温の気体であることから浮力の損失が生じ、これを相殺するにはより大型の船体が必要であることが示された。
1943年8月16日、グッドイヤー航空機会社に対しM級軟式飛行船の試作型を製造する旨の契約が結ばれた。契約後の1943年9月11日には、21隻のM級軟式飛行船を建造する内容の契約が結ばれた。これらの飛行船は海軍によりZNP-Mの呼称をあたえられた（Zは「空気より軽い」、Nは「軟式」、Pは「パトロール用」Mは「型式/級」を意味する）。しかし1943年11月22日、本級の建造数は4隻と決定された。建造されたM級軟式飛行船は2月、3月および1944年4月に海軍に引き渡された。M級軟式飛行船は1956年までに軍務から退役した。M-4のゴンドラ部分は、レイクハーストの保護管理地区で1970年代中期まで保管されていた。
M級軟式飛行船の全長は94.49m、また長さ35.56mの制御室を備えた。カテナリー（懸垂索）によって適切な重量配分を維持する必要から、制御室は自在継手によって繋がれる3つのセクションで造られた。カテナリーとは、制御室が船体の上部から懸架されるにあたって、船体の内部に張られるものである。カテナリーによる重量配分の制御は、外皮にしわが寄るのをおさえるのに必要であった。M-1の気嚢容量は17,698立方mであり、M-2からM-4の容量は18,321立方mへ増強された。これらの飛行船は2基のプラット&ホイットニー空冷星型エンジンで航行した。